# Godeleva
Godeleva, nota anche come Godelieve, Godeliève, Godelina (Wierre-Effroy, 1049 – Gistel, 6 luglio 1070), fu una giovane fiamminga che morì martire per la fede cristiana.

## Biografia
La tradizione vuole che fosse una giovane pia e bella, molto ricercata dai pretendenti per la sua bellezza. Ella tuttavia intendeva farsi suora. Un certo Bertolf, nobile di Gistel, era determinato a sposarla e cercò con successo l'aiuto del feudatario sovrano del padre di Godeleva, Eustachio II di Boulogne, riuscendo così a sposarla. Bertolf tuttavia sparse poco dopo false informazioni su Godeleva ed il matrimonio, ancorché celebrato, non fu consumato. Godeleva venne affidata alla suocera, che la obbligava a vivere in una stretta cella limitando il suo cibo a poco pane, che ella divideva con i poveri.
Godeleva riuscì a poi fuggire tornando a casa del padre, Hemfrid, signore di Wierre-Effroy. Appellandosi al vescovo di Tournai e Noyon ed al conte di Fiandra, Hemfrid riuscì a far riportare la figlia alla sua dignità di sposa di Bertolf.
Godeleva rientrò così a Gistel, ma poco dopo Bertolf la fece strangolare da due suoi servi e gettare in un pozzo, facendo in modo che la sua morte apparisse come un evento naturale di annegamento.

### Dopo la morte
Bertolf si risposò ed ebbe una figlia nata cieca. La tradizione vuole che la figlia di Bertolf sia stata guarita per intercessione di santa Godeleva. Bertolf, pentito dei suoi misfatti, si recò a Roma per ottenere l'assoluzione e successivamente si recò in pellegrinaggio in Terra santa, facendosi poi monaco di St-Winnoc a Bergues.
La figlia di Bertolf fondò un monastero benedettino a Gistel, che dedicò a santa Godeleva, entrandovi poi come suora. Drogo, monaco dell'abbazia di St. Winnoc in Bergues, scrisse la biografia della santa, Vita Godeliph, circa dieci anni dopo la di lei morte.

## Culto
La salma di santa Godeleva venne esumata nel 1084 dal vescovo di Tournai e Noyon alla presenza di Gertrude di Sassonia, moglie di Roberto I, conte delle Fiandre, dell'abate di san Winnoc di Bergues e di un certo numero di sacerdoti. Da allora si diffuse il culto di santa Godeleva.
Ogni anno, il sabato successivo al 5 luglio, a Gistel si svolge una processione per celebrare la memoria di santa Godeleva. La sua ricorrenza, localmente il 6 luglio, è connessa al tempo atmosferico (in Belgio corrisponde all'inizio di un periodo estivo piovoso): è considerata una dei "santi del tempo", analogamente a san Svitino in Inghilterra (16 luglio) e san Medardo (8 giugno) in Francia.

### Il polittico di Godeleva
La vita di Godeleva è rappresentata nel Polittico di Godeleva, che si trova nel Metropolitan Museum of Art a New York.

## Galleria d'immagini

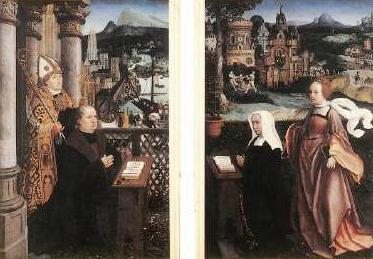
Donatore con San Nicolas e moglie con Santa Godeleva.  (Jan Provoost).
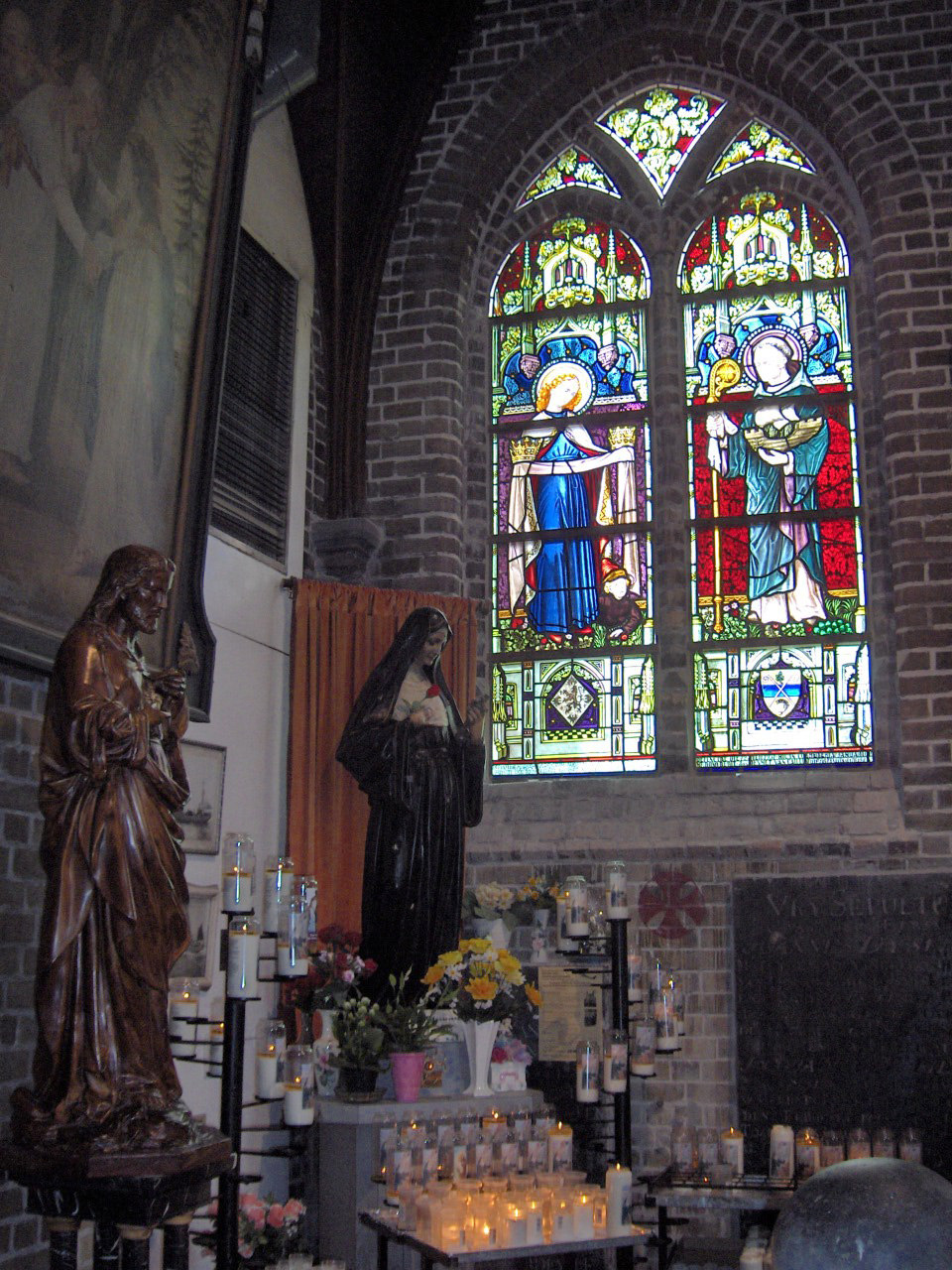
Cappella nella parte posteriore del Onze-Lieve-Vrouw-ter-Duinenkerk, Ostenda.  Vetrata con rappresentazioni di Santa Godeleva e Sant'Idesbaldo.